# وونگ هو چون
وونگ هو چون (انگلیسی: Wong Ho Chun؛ زادهٔ ۲ آوریل ۲۰۰۲) بازیکن فوتبال است.
از باشگاه‌هایی که در آن بازی کرده‌است می‌توان به باشگاه ایسترن اسپورتز اشاره کرد.
وی همچنین در تیم ملی فوتبال هنگ کنگ بازی کرده‌است.